# Dépôt direct
Dans le secteur bancaire, un dépôt direct ou crédit direct (en anglais, direct deposit) est un dépôt d'argent effectué par un payeur directement dans le compte bancaire du bénéficiaire. Les dépôts directs sont le plus souvent effectués par des entreprises lors du paiement des salaires et du paiement des comptes des fournisseurs, mais cet outil peut aussi être utilisé pour des paiements à des fins diverses, telles que le paiement de factures, de taxes et d'autres frais. Les dépôts directs sont le plus souvent effectués au moyen de transferts électroniques de fonds effectués à l'aide de systèmes bancaires en ligne, mobiles et téléphoniques, mais peuvent également être effectués par le dépôt physique de fonds sur le compte bancaire du bénéficiaire.
Lorsqu'il effectue un dépôt direct au moyen d'un transfert électronique de fonds, le payeur saisit également des informations de référence permettant au bénéficiaire de reconnaître facilement qui a effectué le dépôt et sur quel compte le créditer. La référence peut être un numéro de compte, un numéro de facture, le nom du payeur ou une autre identification significative.
Le dépôt direct est souvent mieux connu par les systèmes de paiement utilisés pour effectuer ces paiements, par exemple :
- Giro dans la plupart des pays d’Europe ;
- Automated Clearing House (ACH) aux États-Unis ;
- Direct entry (en) en Australie.

## Alternatives au dépôt direct
Dans les cas où un destinataire de fonds n'a pas de compte bancaire alors que le payeur est obligé de payer par virement électronique de fonds, il est nécessaire de prendre des dispositions de paiement alternatives. Par exemple, une loi fédérale américaine de 1996 obligeait le gouvernement fédéral à effectuer des paiements électroniques, tels que le dépôt direct, d'ici 1999. Dans le cadre de sa mise en œuvre, le département du Trésor américain s'est associé à Comerica Bank et Mastercard pour offrir le service de paiement direct sur des cartes bancaires prépayées Express Debit MasterCard. La carte peut ainsi être utilisée pour effectuer des paiements aux bénéficiaires qui n’ont pas de compte bancaire.